# 檔案總管
Windows 檔案總管（英語：File Explorer，舊稱 )，是Microsoft Windows及React OS操作系统中浏览电脑中檔案与文件夹结构的基本工具。

## 功能
開啟Windows 檔案總管的視窗稱為「瀏覽」窗格，可以為任何檔案進行排序，把地址轉成資料夾形式供使用者檢視，並且列出檔案詳細資料，或是檢視縮圖等；並且使用者可以在Windows 檔案總管進行檔案移動，將檔案從一處移動到另一處，也可以直接更改檔案名稱。在工作管理員內名稱皆為explorer.exe。

## 歷史

### Windows 95及Windows NT 4.0

Windows 95

文件资源管理器最早于Windows 95加入到Windows中。在Windows 95及Windows NT 4.0中，该工具只有非常基本的瀏覽窗口，僅僅只顯示檔案圖示，不显示任何附加訊息，工具列只有「檔案」、「編輯」、「檢視」、「說明」，這個瀏覽模式從Windows 3.X的Program Manager（progman.exe，程序管理器）傳承自Windows 95，Windows Explorer此名稱從Windows 95開始使用，所以Windows 95是第一款包含Windows Explorer的Windows版本。右上角的三顆按鈕最小化、最大化／往下還原、關閉按鈕也成了經典樣式，至Windows 11都不曾改變。
基本的功能已經可以達到不用使用指令讓檔案複製、移動。

### Windows 98

Windows 98

Windows 98比Windows 95中增加了標準工具列，上一頁及下一頁按鈕，「我的最愛」觀念也從Windows 98開始，支援Active Desktop。左方也多了類似后期Windows XP概念的資訊列，顯示基本檔案訊息及所在資料夾圖示，背景為藍天。

### Windows 2000和Windows ME

Windows 2000

Windows 2000和Windows ME與Windows 98類似，但工具列比以往增加了搜尋檔案的選項。

### Windows XP和Windows Server 2003

Windows XP

Windows XP和Windows Server 2003中比以往添加了Windows XP樣式的資訊列，位於檔案總管左方，但若開啟資料夾樹狀圖則左方資訊列消失。資訊列上也會有檔案關聯性的執行方式，例如，在檢視圖片資料夾時，左方就會有「播放幻燈片」選項；以及連結功能，到某些特定的資料夾，無法自定。並且也有詳細資料之顯示，皆以區塊表示，可以縮小。

### Windows Vista與Windows 7

Windows Vista

Windows 7

在Windows Vista與Windows 7中，傳統工具列預設關閉。左方有收藏夹連結以及資料夾以層遞展開的樹狀圖，收藏夹連結可由使用者自訂資料夾連結放入內；上方則有目前檢視檔案類型的關聯性最常使用的功能，例如，在檢視音樂資料夾時，上方就會有「播放所有曲目」選項；下方則有該檔案的詳細資料及縮圖。地址栏内的路径不以「X:\XXX\XXX\」方式呈現，而是以「X:▶XXX▶XXX」方式呈現，「▶」可點選檢視該資料夾內所包括的資料夾；並且也添加了搜尋列以便搜尋該資料夾內的檔案。
右圖是在「计算机」的资源管理器，可見到所有磁碟下方都會有占用率的条形统计图。

### Windows 8

Windows 8

Windows 8中的文件資源管理器以類似Microsoft Office的Ribbon設計取代傳統功能列，並配合觸控操作。

### Windows 10
Windows 10中的文件資源管理器亦延續Windows 8/8.1的Microsoft Office的Ribbon設計取代傳統功能列，並配合觸控操作，唯一不同的是Windows 10版本的檔案總管大幅縮減視窗邊框。

### Windows 11

Windows 11新的檔案總管

Windows 11中的檔案總管有了全新設計，Ribbon介面已經被移除，以簡化的功能列代替。介面同時加入Fluent Design的設計語言，符合系統整體設計。最新的版本具备多标签页的功能并且加入了 Microsoft 365 文件视图

## 檢視方式類型
- 圖示：使檔案由左至右並排，檔案或資料夾名稱寫在圖示下方，自Windows Vista开始分成四種大小，在Windows XP則仅有預設为32x32。

- 小圖示：16x16
- ：48x48
- 大圖示：128x128
- ：256x256

- ：使檔案由左至右並排，檔案或資料夾名稱寫在圖示右方，右上黑色文字為檔案名稱，右下灰色文字為檔案類型。
- ：類似詳細資料，僅是以最小圖示由上至下、由左至右排列，沒有檔案詳細內容显示。
- ：以表格式顯示，最左方顯示檔案最小縮圖及檔案名稱，右方諸多表格顯示檔案詳細資料，包括分級、作者、檔案類型等，要显示的信息列可自定义。

## 另見
- Finder：macOS作業系統的檔案管理程式